# 立里荒神社
立里荒神社（たてりこうじんしゃ）は、奈良県吉野郡野迫川村大字池津川にある神社である。空海が高野山を開創する際に祀ったと伝わる。正式名称は荒神社であるが、一般的には立里荒神社の通称で知られており、本記事でも「立里荒神社」として扱う。

## 概略
奈良県南部の野迫川村のほぼ中央にそびえる荒神岳（こうじんだけ、1260m）の山頂に鎮座する神社であり、正確な年代は不明であるが、西暦800年頃の創建であるとされている。誉田別命と火産霊神を祀っていることから、商売繁盛の神としてや火の神、かまどの神として崇められており、また、日本三荒神のひとつとしても知られていることや高野山の奥社などとされていることから、火に関わる職業の人や高野山参詣の人々を中心に全国各地より信仰心の厚い人々が訪れるという。
当神社の歴史を書いた『三宝大荒神略縁起』によると、この神社は空海が高野山を開山する際に、伽藍繁昌密教守護のため板に三宝荒神を描いて古荒神の地に祀るとともに、壇上の鬼門にも荒神を勧請して高野山の大伽藍を建立したとされている。それゆえ、三宝荒神を祀るようになったのが始まりであり、その後は、高野山と結ぶ神仏習合の宮として、明治初年まで宝積院と称し、高野山地蔵院末と鐘楼堂を備えていたという。明治の廃仏毀釈の際に宝積院を廃寺とし、仏体などを池津川へ移して単に荒神社と称するようになり現在に至っている。

## 境内
- 本殿：祭神は、火産霊神と誉田別命
- 摂社ー五社神社：祭神は、天照皇大神、大山祇命、保食命、市杵島姫命、素盞雄命
- 祈祷殿
- 参籠所・食堂

無料大駐車場があり、脇にバス停と土産物店が１軒ある。そのすぐ上に祈祷殿があり、御札等を受けられる授与所も併設されている。そこから、鳥居が山頂に向かって並び10分ほど上がって行くと山頂部に本殿がある。

## ギャラリー

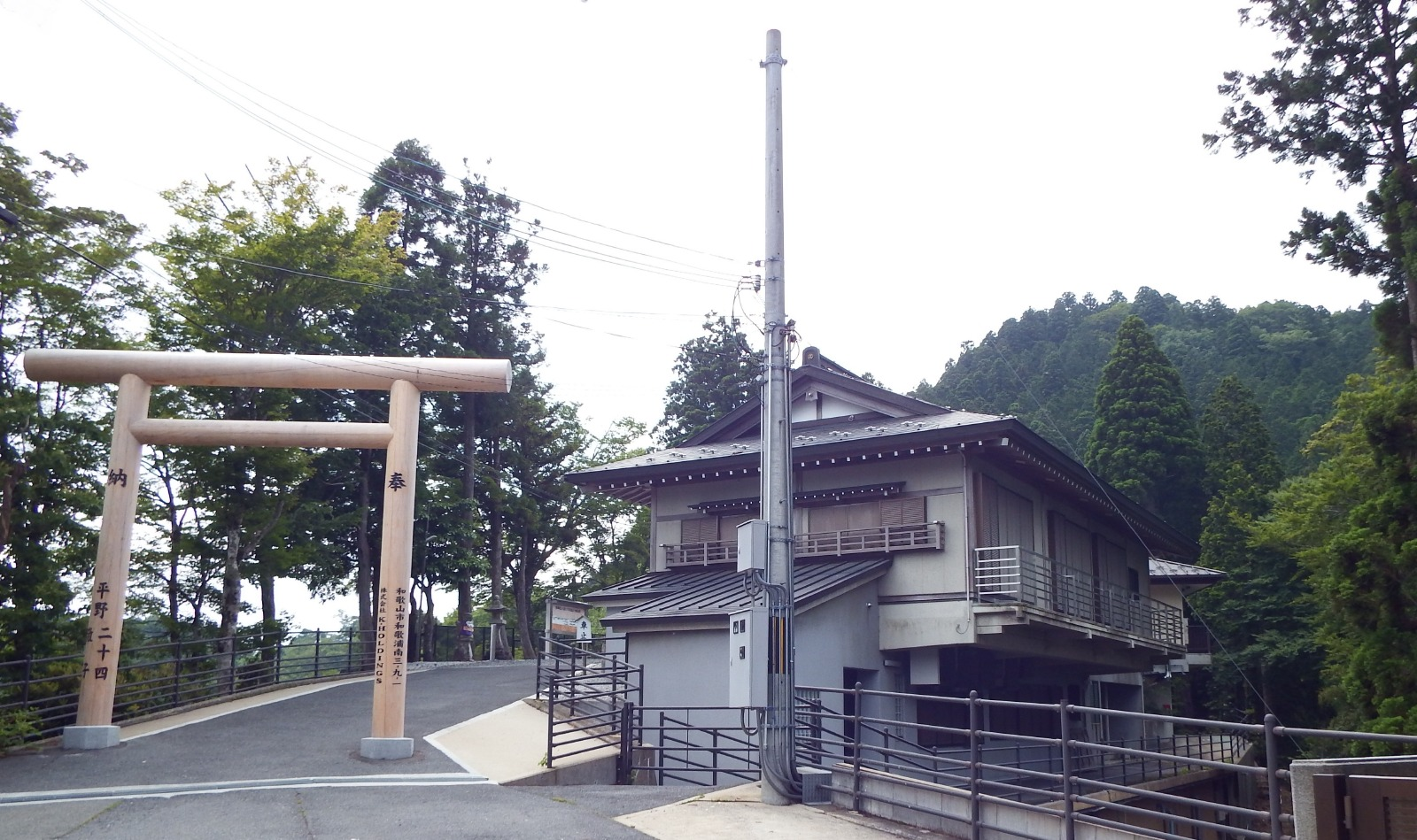
参道入口
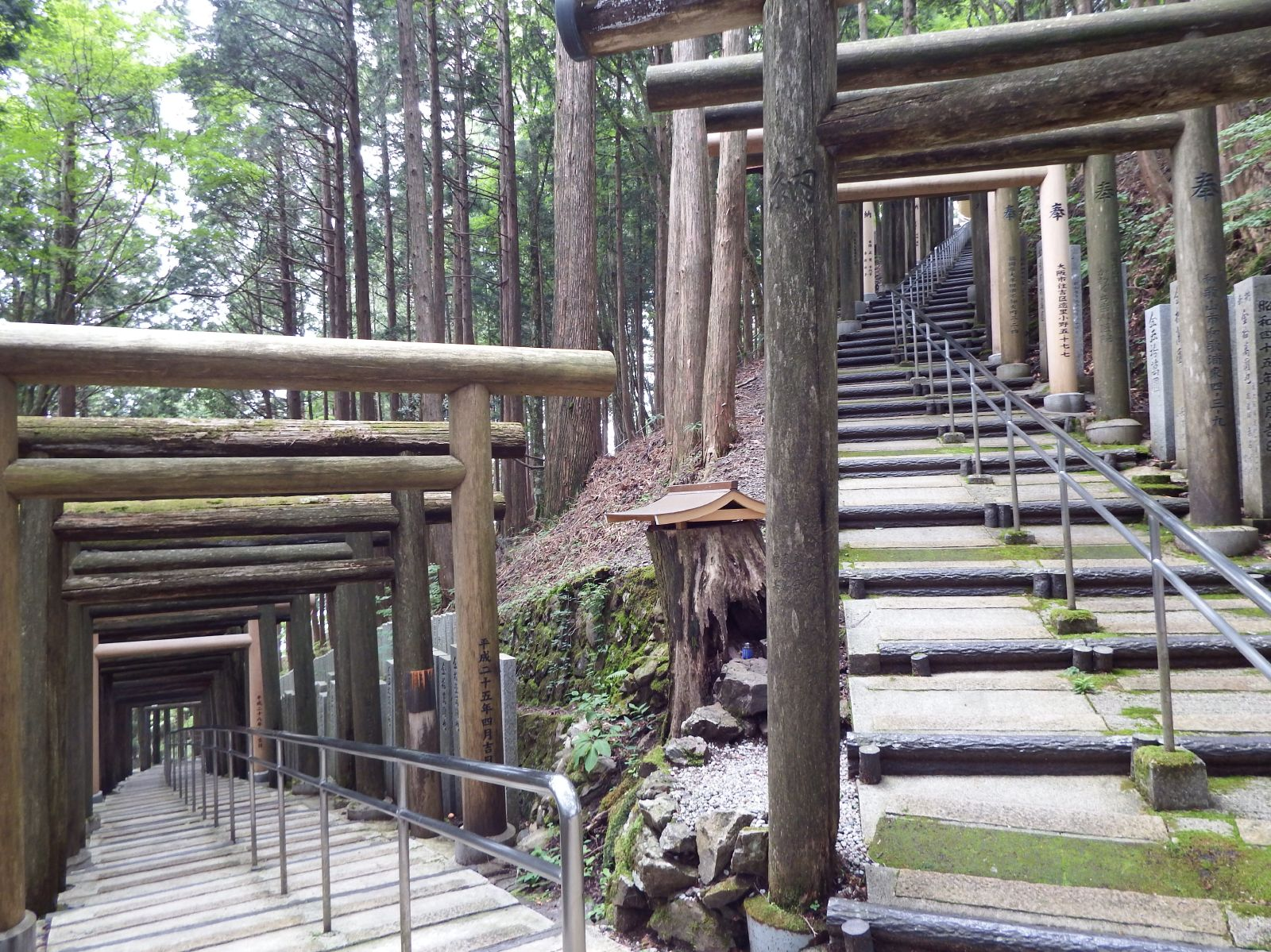
参道途中の折り返し
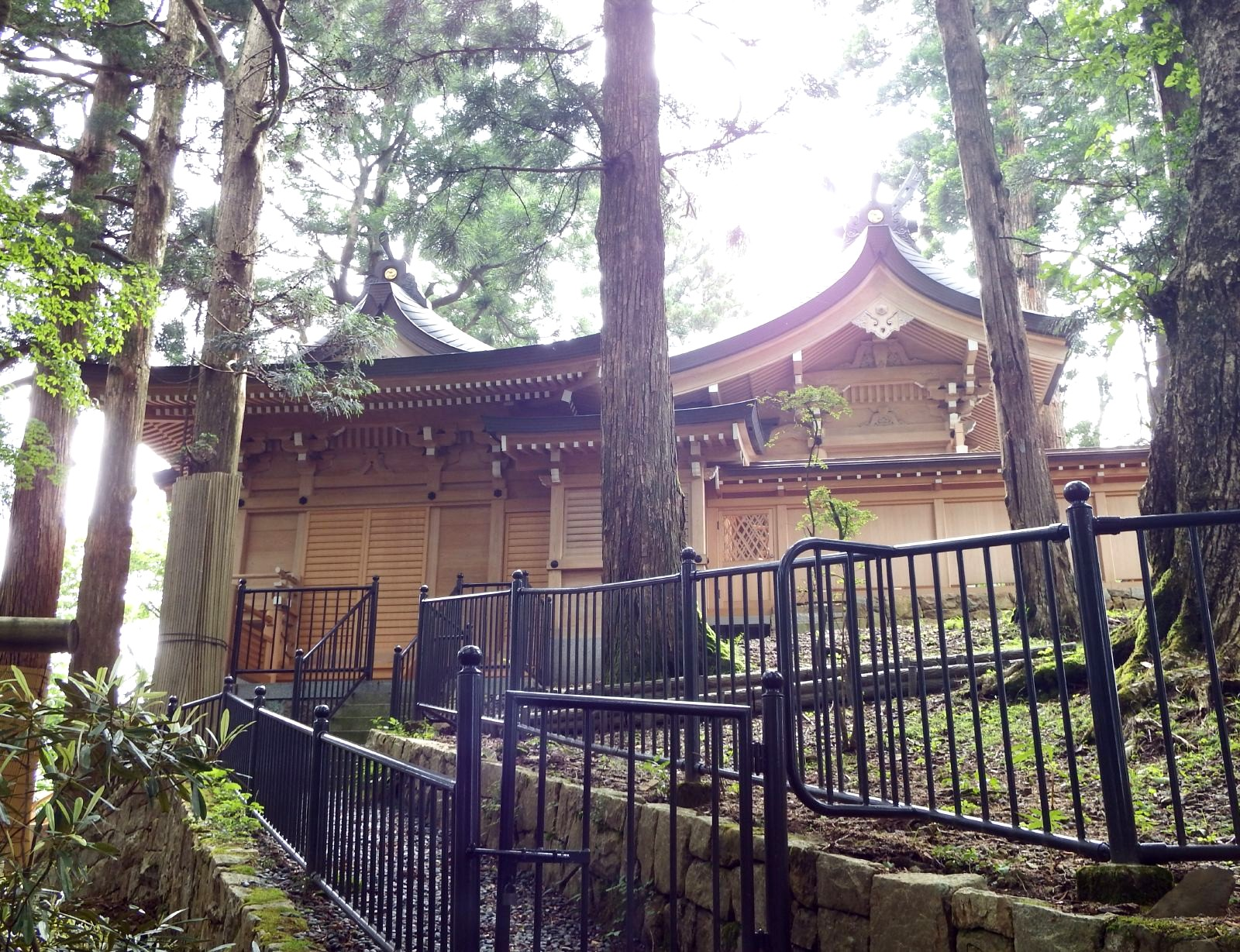
拝殿と奥殿
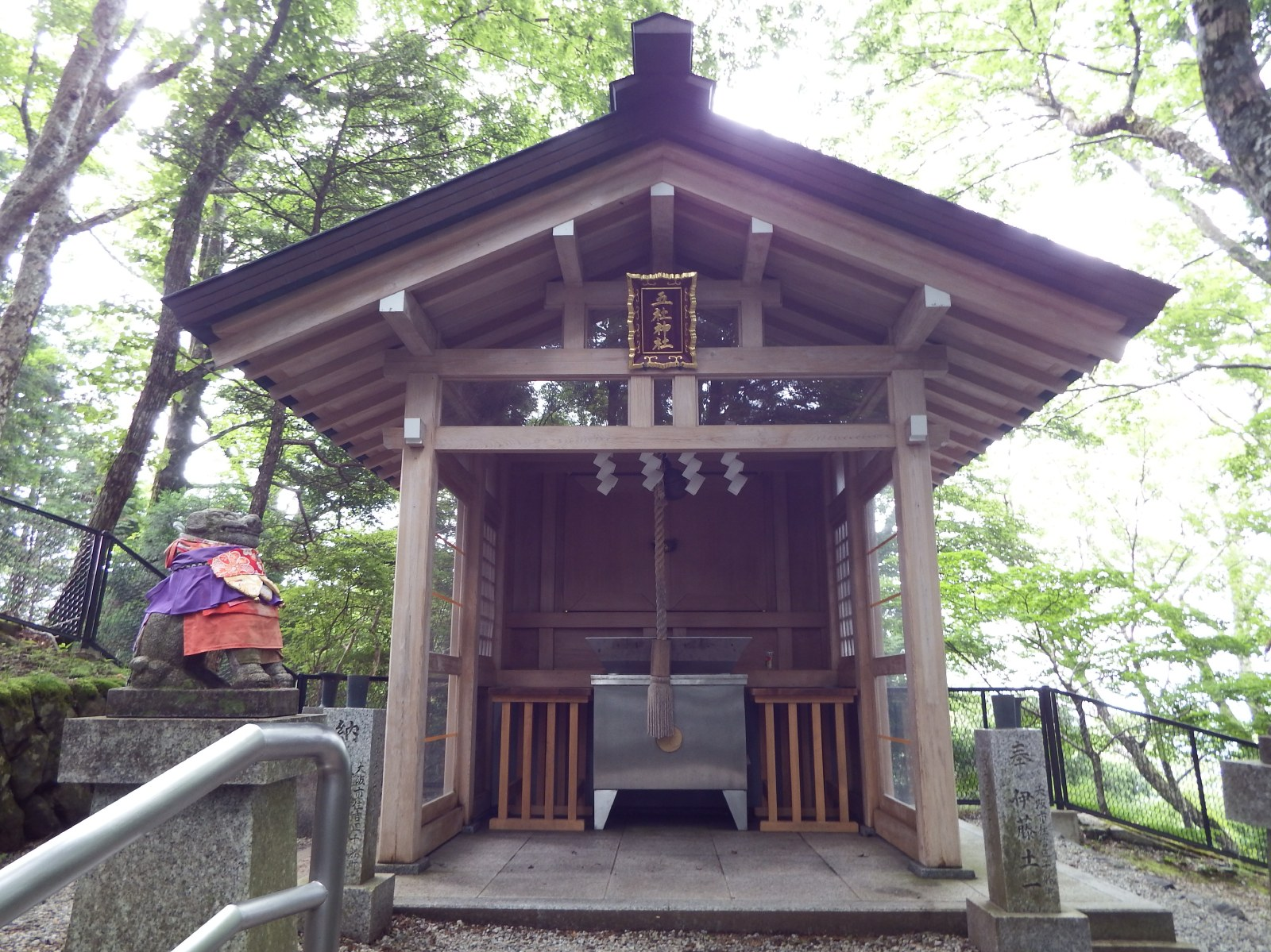
摂社
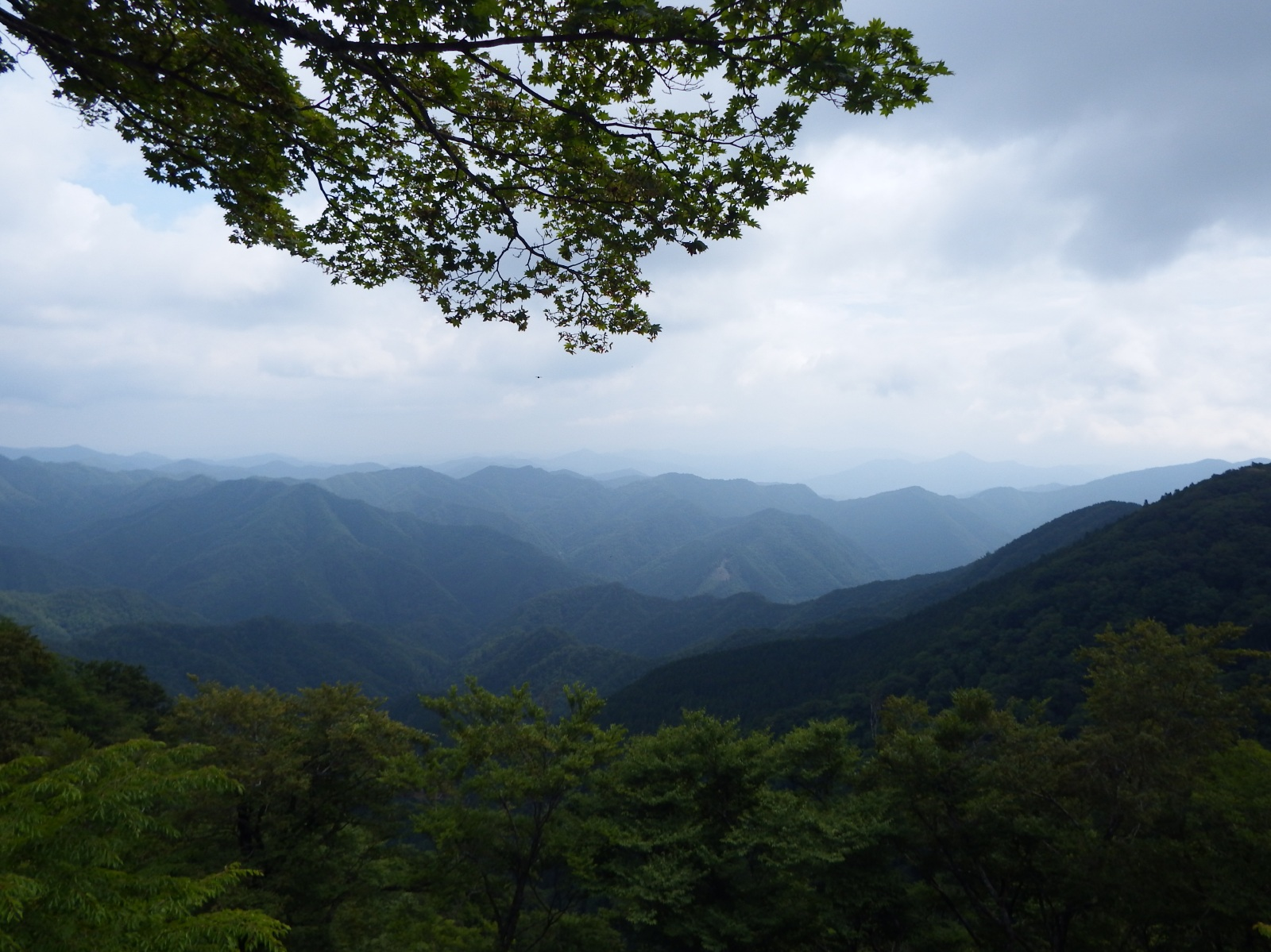
大峰山系が臨める

## アクセス
- 自家用車の場合：高野山から高野龍神スカイライン（国道371号線）経由で、スカイライン分岐より約6km。
- 公共交通利用の場合[6]：なんば方面より南海高野線で高野山駅下車の後、南海りんかんバスの予約制急行バスで約40分、立里荒神前停留所下車。（急行バスは2023年1月5日現在、土日祝に冬季1往復、冬季以外は2往復の運行で平日は運休している。）